# پیتر لورنتس
پیتر لورنتس (استونیایی: Peeter Lorents؛ زادهٔ ۲۵ سپتامبر ۱۹۵۱) ریاضی‌دان، سیاستمدار و نماینده سابق مجلس اهل استونی است.